# Rungstock
Das Naturschutzgebiet Rungstock liegt im Erzgebirgskreis in Sachsen südwestlich der Kernstadt Olbernhau. Nordwestlich des Gebietes verläuft die B 171, nordöstlich verläuft die S 214 und es fließt die Flöha. Nur ein Stück weiter nördlich fließt der Rungstockbach. Die S 216 und die Staatsgrenze zu Tschechien verlaufen 2,5 km entfernt südöstlich.

## Bedeutung
Das rund 180 ha große Gebiet mit der NSG-Nr. C 10 wurde im Jahr 1961 unter Naturschutz gestellt.